# 거문도 사건
거문도 사건(巨文島事件, 영어: Geomun Island Incident 또는 Port Hamilton Incident)은 1885년(고종 22년) 4월 15일(음력 3월 1일)부터 1887년 2월 27일(음력 2월 5일)까지 대영 제국 영국 왕립해군이 조선 전라도에 있는 거문도를 불법 점거한 사건이다.

## 배경
거문도는 현재의 전라남도 여수시와 제주도 사이에 위치한 섬으로, 세 개의 섬으로 이루어져 있다. 한반도와 일본 열도를 잇는 통로로 과거부터 이용되었으며, 이 지역은 러시아 제국의 동양 함대가 1860년 점령한 블라디보스토크에 접근하기 위해 사용하는 전략적 요충지이기도 했다. 영국 또한 거문도의 지정학적 중요성을 인식하여 1845년 조사단을 파견하고 해밀턴 항(Port Hamilton)이라는 이름을 붙였다.
청의 과도한 간섭을 우려한 조선은 1880년대에 외교 고문 묄렌도르프를 통해 러시아와 긴밀한 관계를 맺었다(조로 밀약설). 한편 영국은 러시아와 그레이트 게임이라 불린 중앙아시아 식민지 경쟁을 진행하고 있었다. 1885년 3월 30일 러시아군이 영국군의 훈련을 받은 아프가니스탄군과 충돌한 펜제 사건으로 영국과 러시아 사이의 긴장이 증대되자, 러시아 함대를 의식한 영국은 거문도를 불법으로 점거하기에 이르렀다.

## 경과
1885년 4월 15일 (음력 3월 1일) 영국 왕립해군은 세 척의 함대를 파견하여 거문도를 불법 점거했다. 영국군은 거문도에 영국기를 게양하고, 포대를 쌓는 등 섬을 요새화하기 시작했다. 또한 거문도에 거주하는 조선인들의 성향을 조사하고, 그들의 노동력을 구매하고 임금을 지불하는 등 거주민들과 우호적인 관계를 수립했다.
영국 정부는 거문도 점령에 대해 청과 일본에 점령 2일 후인 4월 17일 (음력 3월 3일)에 통고하였으나, 조선에는 5월 19일 (음력 4월 6일)에 이르러서야 주청 영국 공사관을 통해 통고했다. 조선의 통리교섭통상사무아문은 점거 약 3주 후인 5월 7일 즈음에 영국의 거문도 점거 사실을 파악했다.
조선 조정은 청 정여창의 군함 편으로 엄세영과 묄렌도르프를 거문도에 파견하였다. 그러나 점령군 사령관은 철군은 영국 정부의 권한이라고 주장하며 철군을 거부하였고, 결국 엄세영 일행은 일본 나가사키에 소재한 영국 영사관에 가서 영국과 외교 교섭을 벌였다.
조선을 청의 종속국으로 여기고 조선 조정의 대처를 예상하지 못한 영국은, 거문도 불법 점거가 여러 열강이 얽힌 국제 문제로 비화될 여지를 보이자 결국 조선과 직접 교섭하여 정식으로 거문도를 임차하기로 하였다. 영국은 주조선 영국 총영사 윌리엄 조지 애스턴에게 "거문도를 영국의 급탄지로서 임차 교섭을 하되 금액은 1년에 5,000파운드 이내로 할 것"을 훈령하였고, 애스턴은 이에 김윤식을 필두로 한 통리아문과 교섭하였으나 실패하였다. 교섭이 지지부진해지자 조선은 주변국들을 교섭에 개입시키는 거중조정(居中調整)을 모색했으나 영국의 압박으로 실행하지 못했다.
러시아 측은 영국의 거문도 점거에 강력 항의하며 러시아 또한 제주도 등 조선의 영토를 점령하겠다고 위협했다. 청의 북양대신 이홍장도 조선에 대한 청의 영향력 확대를 꾀하여 적극 중재에 나서기 시작했다. 
1885년 9월 아프가니스탄 문제에서 영국과 러시아 사이에 합의가 이루어지자, 영국도 더 이상 거문도 점거를 정당화할 수 없었다. 영국 외무성은 이홍장, 북경 주재 러시아 대리공사 라디젠스키와의 논의 끝에 러시아가 조선의 영토를 취하지 않을 것임을 보장받았으며 이에 영국 왕립해군은 1887년 2월 거문도에서 철수하였다.

## 같이 보기
- 그레이트 게임
- 조로 밀약설

## 참고 자료
- 거문도 사건 - 한국민족문화대백과사전
- “거문도에서 조선 정부의 외교력이 시험대에 오르다”. 《우리역사넷》.